# Kawanishi N1K
Kawanishi N1K1-J Shiden (紫電, jap. - Fioletowa błyskawica) (oznaczenie amerykańskie George) – japoński samolot myśliwski z okresu II wojny światowej

## Historia

### N1K1 Kyofu
W 1940 roku, przewidując wojnę w której będzie zachodziła potrzeba operowania na dalekich obszarach, gdzie nie będzie żadnych baz lotniczych, marynarka japońska zgłosiła zapotrzebowanie na pływakowy samolot myśliwski do wsparcia planowanych działań desantowych na wyspach Oceanu Spokojnego. Firma Nakajima zaproponowała A6M2-N Rufe, pływakową wersję samolotu A6M Zero. Projekt przyjęto i zrealizowano, ale traktowano go jako półśrodek w rozwiązaniu problemu.
Wytwórnia Kawanishi zajmująca się konstrukcją wodnosamolotów podjęła się budowy samolotu specjalnie przystosowanego do zamówienia. Projekt otrzymał oznaczenie Kawanishi N1K1 Kyofu (jap. - Potężny wiatr). Był to wodnosamolot z jednym środkowym pływakiem pod kadłubem i dwoma pomocniczymi pod każdym skrzydłem. Napęd stanowił 14 cylindrowy silnik gwiazdowy Mitsubishi MK4D Kasei 14, chłodzony powietrzem o mocy 1460 KM i dwoma przeciwbieżnymi dwułopatowymi śmigłami. Prototyp oblatano 6 maja 1942 roku. Silnik został później wymieniony na odmianę Mitsubishi MK4C o takiej samej mocy, ale z pojedynczym śmigłem trójłopatowym. Samolot był uzbrojony w dwa działka 20 mm i 2 km 7,7 mm. Podczas prób okazało się, że jest bardzo przyjemny w pilotażu i ma niezwykłą jak na wodnosamolot, dzięki specjalnym klapom, zwrotność. Rozpoczęto więc jego produkcję pod oznaczeniem N1K1 Kyofu Model 11. Do służby wszedł on w lipcu 1943 roku. Zmieniły się jednak wtedy warunki operacyjne, Japonia bowiem przeszła od działań ofensywnych do defensywnych. Był on wykorzystywany jako myśliwiec przechwytujący, do czego nie został zaprojektowany. Wyprodukowano więc zaledwie 100 samolotów tego typu.

### N1K1-J Shiden
W grudniu 1941 roku inżynierowie z wytwórni Kawanishi zaproponowali zbudowanie lądowej wersji tego samolotu. Po zaaprobowaniu tego pomysłu przez władze wytwórni, na własną rękę przystąpiła ona do opracowania nowej wersji tego samolotu, przerabiając go na samolot o podwoziu kołowym. Postanowiono zastosować 18 cylindrowy silnik gwiazdowy Nakajima Homare który spodziewano się, że osiągnie moc 2000 KM. Zastosowano nowe czterołopatowe śmigło o średnicy aż 3,3 metra. Ponieważ samolot był średniopłatem musiano zastosować bardzo długie i skomplikowane podwozie główne, które skracało się podczas składania w skrzydło. W samolocie zachowano klapy bojowe, zapewniające doskonałą zwrotność w walce, których tutaj działanie zostało zautomatyzowane. Opracowany tak prototyp został oznaczony jako Kawanishi X-1 i został oblatany 27 grudnia 1942 roku. Był napędzany silnikiem Nakajima Homare 11 o mocy 1820 KM i uzbrojony w 2 działka kalibru 20 mm w gondolach podskrzydłowych i 2 karabiny maszynowe kalibru 7,7 mm w kadłubie. Ponieważ był to prywatny projekt wytwórni oznaczono go jako Model X-1 Eksperymentalny Myśliwiec Lądowy. Do lipca 1943 roku zbudowano 4 prototypy i jeden z nich przekazano marynarce japońskiej do prób. Prototyp miał problemy z silnikiem, który nie osiągał planowanej mocy, ponadto śmigło wywoływało silny moment obrotowy a widoczność z kabiny do przodu był ograniczona. Osiągi samolotu nie były też zadowalające. Prędkość maksymalna wynosiła tylko 574 km/h zamiast planowanych 650. Był jednak szybszy od A6M5 Zero, bardziej zwrotny i miał większy zasięg niż J2M2 Raiden. A ponieważ na polu walki pojawiły się F4U Corsair i F6F Hellcat i pilnie poszukiwano myśliwców zdolnych im się przeciwstawić, po próbach dowództwo marynarki złożyło zamówienie na ten samolot, który oznaczono jako Kawanishi N1K1-J Shiden. Litera J oznaczała lądową wersję samolotu NiK1. Postanowiono jednak zastosować silnik Nakajima NK9H Homare 21 o mocy 1990 Km i uzbrojenie wzmocnić o dodatkowe dwa działka kal. 20 mm zamontowane w samych skrzydłach za gondolami z działkami. W 1943 roku podjęto jego produkcję seryjną jako Model 11 i wyprodukowano do końca tego roku 70 egzemplarzy tego samolotu. Do służby wszedł on na początku 1944 roku. Alianci nadali mu nazwę George.
Samolot w rękach doświadczonego pilota okazał się być bardzo groźny dla wszystkich amerykańskich myśliwców pokładowych w tym F6F. Poważne problemy sprawiało jednak w warunkach polowych podwozie, które często łamało się podczas lądowania. Problemy sprawiał też silnik.
Następna wersja N1K1-Ja Model 11A różniła się od Model 11 tym, że wszystkie działka były zamontowane w skrzydłach, a nie jak dotąd jedna para w gondolach podskrzydłowych. Usunięto ponadto karabiny maszynowe z kadłuba.
Wersja N1K1-Jb Model 11B miała cztery nowocześniejsze działka kal. 20 mm i dwa zaczepy na bomby do 250 kg.
Wersja N1K1-Jc Shiden Model 11C miała już cztery zaczepy na bomby i była wersją myśliwsko-bombową.
Pod koniec 1944 roku opracowano wersję N1K1-J-Kai, posiadającą zamontowany w tylnej dolnej części kadłuba silnik rakietowy pozwalający zwiększyć krótkotrwale prędkość. Przebudowano do tej wersji kilka maszyn, ale nigdy nie użyto ich bojowo.
Łącznie zbudowano 1007 maszyn N1K1-J.

### N1K2-J Shiden-Kai
Jeszcze przed rozpoczęciem produkcji N1K1-J Shiden zdawano sobie sprawę z wad tej maszyny (zwłaszcza podwozia i silnika) podjęto próby dalszej jego modyfikacji i tak powstała nowa wersja oznaczona jako Kawanishi N1K2-J Shiden-Kai (oznaczenie amerykańskie – George 21). Samolot został w dużej części zaprojektowany od nowa, chociaż wykorzystano części z wersji N1K1-J aby uprościć produkcję. Ponadto wykorzystano do budowy mniej strategicznych materiałów i uproszczono budowę (liczba części zmniejszyła się z 66 000 do 43 000). Samolot stał się dolnopłatem, co pozwoliło skrócić i uprościć konstrukcję podwozia. Wzmocniono konstrukcję kadłuba oraz zmieniono kształt usterzenia. Pozostawiono jednak silnik Nakajima Homare 21 o mocy 1990 KM i uzbrojenie złożone z 4 działek 20 mm w skrzydłach. Prototyp oblatano 23 grudnia 1943 roku. W kwietniu 1944 przekazano go do testów marynarce Japonii. Samolot tak się spodobał, że zamówiono go jako Myśliwiec Przechwytujący Marynarki Shiden Kai Model 21, jeszcze przed zakończeniem prób. Do czerwca 1944 roku zbudowano 7 dalszych prototypów. Produkcja, rozpoczęta w marcu 1944 roku, napotykała problemy z jednej strony z powodu wad samolotu i potrzeby ich usunięcia z drugiej wskutek bombardowań fabryk.
Planowano rozpoczęcie produkcji dwumiejscowej wersji treningowej N1K2-K Shiden Kai Rensen, ale przebudowano tak tylko kilka maszyn.
Ponieważ okazało się, że w N1K2-J ma środek ciężkości przesunięty zbyt daleko do tyłu, powstała wersja N1K3-J Shiden Kai 1 Model 31 w której, aby skorygować ten problem, silnik przesunięto 15 centymetrów do przodu. Dzięki uzyskanemu w ten sposób miejscu zamontowano w kadłubie dwa karabiny maszynowe Typ 3 kalibru 13,2 mm. Zbudowano jednak tylko 2 prototypy tej wersji.
Wersja N1K3-A Shiden Kai 2 Model 41 miała być pokładową wersją N1K3-J, przystosowaną do bazowania na lotniskowcach.
Aby rozwiązać problemy z silnikiem Nakajima Homare 21 w wersji N1K4-J Shiden Kai 3 Model 32 i jej odmianie pokładowej N1K4-A Shiden Kai 4 Model 42 postanowiono zastosować silnik NK9H-S Homare 23 o mocy 2014 KM (1480 kW). Zbudowano na wiosnę 1945 roku trzy prototypy N1K4-J i jeden N1K4-A. N1K4-A miał być podstawowym myśliwcem pokładowym na lotniskowcach, wycofano się jednak z projektu jego produkcji, ponieważ Japonia w tym czasie nie miała już żadnego lotniskowca.
W celu poprawienia osiągów samolotu na dużych wysokościach i umożliwienia podjęcia skutecznej walki z B-29 powstała wersja N1K5-J Shiden Kai 5 Model 25 z 18 cylindrowym silnikiem gwiazdowym Mitsubishi MK9A o mocy 2200 KM (1620 kW). Prototyp tej wersji zniszczono podczas bombardowania w czerwcu 1945 roku. 
W sumie zbudowano tylko 415 sztuk N1K2-J.

## Użycie
Samolot Kawanishi N1K1-J a także następne wersje były systematycznie wprowadzane do jednostek myśliwskich japońskiej marynarki wojennej. N1K1-J weszły do służby na początku 1944 roku. Pierwszą dużą jednostką wyposażoną w ten typ był 341 Kokutai (Korpus Lotniczy), który przeniesiono na Luzon z Formozy 20 października 1944. N1K1-J po raz pierwszy stoczyły walki nad Formozą i Filipinami. Następnie walki toczono na nich podczas inwazji na Okinawę. Znane jest spotkanie 34 N1K1-J z 70 myśliwcami aliantów, w którym zniszczono 20 z nich przy stracie tylko 12 maszyn. N1K1-J broniły też wysp macierzystych Japonii na wiosnę 1945 roku. 
W samoloty Kawanishi N1K2-J wyposażono pod koniec 1944 roku specjalną jednostkę 343 Kokutai dowodzoną przez komandora Minoru Gendę, zwaną również „cyrkiem Gendy”, której zadaniem była obrona Wysp Japońskich przed atakami lotnictwa amerykańskiego, przede wszystkim samolotów B-29 Superfortress. Jednostka ta składała się z najlepszych pilotów myśliwskich japońskiego lotnictwa i odniosła szereg zwycięstw. Podczas jednej z akcji, 16 lutego 1945 nad Yokohamą, pilot Kaneyoshi Muto z 343 Kokutai na N1K2-J stoczył samotną walkę z tuzinem maszyn F6F Hellcat. Zestrzelił 4 z nich zanim reszta przerwała walkę i odleciała na lotniskowiec. Samolot był szybki, dobrze uzbrojony i bardzo zwrotny i w rękach doświadczonego pilota był niezwykle groźną maszyną zdolną zniszczyć każdy myśliwiec aliantów aż do końca wojny, nawet z ostatnimi wersjami P-51 Mustang. Samolot gorzej radził sobie z B-29, ponieważ wraz ze wzrostem wysokości spadały osiągi silnika.

## Opis konstrukcji
Samolot Kawanishi N1K-J był wolnonośnym średniopłatem o konstrukcji całkowicie metalowej. Podwozie klasyczne, goleniowe – chowane w locie. Płaty wyposażone były w automatyczne klapy.
Napęd stanowił silnik gwiazdowy napędzający czterołopatowe śmigło.